# Macogny

Macogny este o comună în departamentul Ain, Franța. În 1 ianuarie 2022 avea o populație de 61 de locuitori.